# József Gyuricza
József Gyuricza   (Hódmezővásárhely, 16 de gener de 1934 - Budapest, 11 de març de 2020) fou un tirador d'esgrima hongarès, especialista en floret, que va competir durant les dècades de 1950 i 1960.
El 1956 va prendre part en els Jocs Olímpics d'Estiu de Melbourne, on disputà dues proves del programa d'esgrima. En la competició de floret per equips guanyà la medalla de bronze, mentre en la del floret individual quedà eliminat en quarts de final. Quatre anys més tard, als Jocs de Roma, fou quart en la prova del floret per equips. El 1964, a Tòquio, disputà els seus tercers, i darrers, Jocs Olímpics. Destaca la setena posició en la prova del floret per equips.
En el seu palmarès també destaquen deu medalles al Campionat del Món d'esgrima, dues d'or, cinc de plata i tres de bronze, entre les edicions de 1953 i 1966, així com tres medalles d'or i una de plata a les Universíades de 1963.
Una vegada retirat va exercir d'entrenador.